# Gul jätteknäppare
Gul jätteknäppare (Stenagostus rufus) är en skalbaggsart som först beskrevs av De Geer 1774.  Gul jätteknäppare ingår i släktet Stenagostus, och familjen knäppare. IUCN kategoriserar arten globalt som livskraftig. Enligt den svenska rödlistan är arten sårbar i Sverige. Arten förekommer i Götaland, Gotland, Öland och Svealand. Artens livsmiljö är skogslandskap.